# Tadeusz Doroszuk
Tadeusz Doroszuk – polski historyk i dziennikarz.
Jest absolwentem studiów historycznych na UMCS, gdzie uzyskał doktorat. Ukończył również podyplomowe studia MBA na Politechnice Lubelskiej i University of Illinois at Urbana-Champaign.
W latach 2000–2006 pełnił funkcję dyrektora ośrodka regionalnego TVP Lublin, później w latach 2009-2016 kierował także kanałem TVP Historia. Był współtwórcą Lubelskiej Szkoły Dokumentu Historycznego powstałej przy OTV Lublin. Z jego inicjatywy powstały filmy dokumentalne o tematyce historycznej oraz cykl programów Było, nie minęło.
Jest autorem książki Gmina Wisznice w latach okupacji hitlerowskiej 1939-1944 (2018).

## Filmografia
| Rok  | Rola                      | Film                                | Rodzaj                      | Źródło |
| ---- | ------------------------- | ----------------------------------- | --------------------------- | ------ |
| 2021 | reżyseria, scenariusz     | Chłaniów 44                         | dokumentalny                | [ 5 ]  |
| 2019 | konsultacja (historyczna) | Parczew 1946. Powojenne rozrachunki | dokumentalny                | [ 5 ]  |
| 2014 | producent                 | Jaster. Tajemnica Hela              | dokumentalny                | [ 5 ]  |
| 2012 | konsultacja (historyczna) | Kronikarz czasu wojny               | dokumentalny                | [ 5 ]  |
|      | konsultacja (historyczna) | Rok 1863                            | dokumentalny                | [ 5 ]  |
| 2011 | redakcja                  | Po co ci te chłopy?                 | dokumentalny-fabularyzowany | [ 5 ]  |
| 2006 | konsultacja               | Kryptonim "Wilkołak"                | dokumentalny-fabularyzowany | [ 5 ]  |
| 2006 | konsultacja               | Nie dali ziemi                      | dokumentalny-fabularyzowany | [ 5 ]  |
| 2006 | konsultacja               | Wielki plan                         | dokumentalny-fabularyzowany | [ 5 ]  |